# Dlažov
Dlažov település Csehországban, a Klatovyi járásban. Dlažov Černíkov, Běhařov, Libkov, Pocinovice, Janovice nad Úhlavou és Bezděkov településekkel határos. Lakosainak száma 483 fő (2024. január 1.).

## Népesség
A település lakosságának változását az alábbi diagram mutatja:
| Lakosok száma | 1426 | 1220 | 1163 | 664  | 491  | 414  | 470  | 482  | 479  | 483  |
|               | 1869 | 1890 | 1921 | 1950 | 1980 | 2001 | 2017 | 2019 | 2022 | 2024 |